# Burovac
Burovac (izvirno srbsko Буровац) je naselje v Srbiji, ki upravno spada pod Občino Petrovac na Mlavi; slednja pa je del Braničevskega upravnega okraja.

## Demografija
V naselju, katerega izvirno (srbsko-cirilično) ime je Буровац, živi 670 polnoletnih prebivalcev, pri čemer je njihova povprečna starost 43,5 let (42,3 pri moških in 44,7 pri ženskah). Naselje ima 226 gospodinjstev, pri čemer je povprečno število članov na gospodinjstvo 3,76.
To naselje je, glede na rezultate popisa iz leta 2002, večinoma srbsko.
|  |

| Demografija | Demografija     | Demografija     |
| Leto        | Št. prebivalcev | Št. prebivalcev |
| ----------- | --------------- | --------------- |
|             |                 |                 |
|             |                 |                 |
|             |                 |                 |
|             |                 |                 |
| 1948        | 1357            |                 |
| 1953        | 1377            |                 |
| 1961        | 1393            |                 |
| 1971        | 1346            |                 |
| 1981        | 1301            |                 |
| 1991        | 1235            | 980             |
| 2002        | 1148            | 849             |
|             |                 |                 |

| Etnična sestava po popisu iz leta 2002 | Etnična sestava po popisu iz leta 2002 | Etnična sestava po popisu iz leta 2002 | Etnična sestava po popisu iz leta 2002 | Etnična sestava po popisu iz leta 2002 |
| -------------------------------------- | -------------------------------------- | -------------------------------------- | -------------------------------------- | -------------------------------------- |
| Srbi                                   | Srbi                                   |                                        | 839                                    | 98,82%                                 |
| Jugoslovani                            | Jugoslovani                            |                                        | 5                                      | 0,58%                                  |
| Romuni                                 | Romuni                                 |                                        | 4                                      | 0,47%                                  |
| Muslimani                              | Muslimani                              |                                        | 1                                      | 0,11%                                  |
| Neznano                                | Neznano                                |                                        | 0                                      | 0,0%                                   |